# عباس بهارلو
غلام حیدری یا همان عباس بهارلو (زادهٔ ۱۳۳۷ خورشیدی در آبادان) محقق، منتقد و پژوهشگر سینمای ایران اهل ایران است.

## زندگی
عباس بهارلو متولد ۱۳۳۷ در آبادان است. از سال ۱۳۶۲ به‌طور منظم تحقیقاتش را شروع کرده‌است و در حوزه‌های غیرسینمایی به جز یک اثر در مورد خرمشهر در مجموعهٔ «از ایران چه می‌دانم» انتشارات دفتر پژوهش‌های هنری کار تألیفی دیگری ندارد. عمدهٔ فعالیتش در دهه‌های هفتاد و هشتاد شمسی شامل تألیف کتاب‌های سینمایی و همکاری با نشریات سینمایی مثل «ماهنامهٔ فیلم»، «نامهٔ فیلمخانهٔ ملی ایران» و «صنعت سینما» بوده‌است. از میان کتاب‌های منتشرشدهٔ او می‌توان به چند مورد اشاره کرد از جمله: «بررسی تاریخی نقدنویسی در سینمای ایران»، «زاویهٔ دید در سینمای ایران»، «تراژدی سینمای کمدی ایران»، «برداشت ناتمام»، «سینماگران ایرانی: عباس کیارستمی»، «فروغ فرخ زاد و سینما»، «ساموئل خاچیکیان: یک گفتگو»، «معرفی و نقد آثار ناصر تقوایی»، «معرفی و نقد فیلم‌های امیر نادری»، «۴۰ فیلم ۴۰ نقد، ۴۰ فیلمساز» و بالاخره کتاب‌های «فیلم‌شناخت ایران» – جلد اول و دوم (که مشخصات فیلم‌های نمایش‌داده‌شده در سال‌های ۱۳۰۹ تا ۱۳۷۲ را شامل می‌شود) و «دانش‌نامهٔ سینمای ایران» (شامل زندگی‌نامهٔ بیش از چهارهزار نفر از دست‌اندرکاران سینمای ایران). کتاب‌های اخیر توسط «نشر قطره» منتشر شده. وی همچنین در دوره‌های مختلف نویسندهٔ گفتار متن چند برنامهٔ تلویزیونی نظیر «سینما۲»، «سینما۴» و «سینما۱» هم بوده‌است.
علاوه بر کتاب‌های مربوط به سینمای ایران، او که روزهای اول جنگ ایران و عراق در خرمشهر بود، کتاب «خرمشهر» را در قالب مجموعه‌ای با عنوان «از ایران چه می‌دانم» برای دفتر پژوهش‌های فرهنگی تألیف کرد. کتاب «خرمشهر» نود و دومین کتاب این مجموعه‌است. این مجموعه موضوع‌های متنوعی را دربر می‌گیرد که یکی از موضوع‌ها شهرهای ایران است. بهارلو که اهل جنوب است، مایل بود در قالب آن مجموعه کتاب‌هایی دربارهٔ آبادان و خرمشهر تألیف کند که توانست برای نوشتن دربارهٔ خرمشهر با این نشر توافق کند.
آخرین کتاب‌های تحقیقی‌ای که وی در دست تهیه دارد «تاریخ عکاسی فیلم در سینمای ایران» است که تا پیش از این هیچ‌گونه اطلاعات مدونی در این مورد منتشر نشده‌است. اثر دیگر وی «سالن‌های سینما در ایران از بدو پیدایش تاکنون» است که آماده چاپ شده که از سوی نشر قطره منتشر خواهد شد. همچنین «فیلم‌شناخت ایران – جلد سوم: ۱۳۷۳-۱۳۸۹» نیز اثر دیگر وی است.

## آثار
آثاری که با نام غلام حیدری منتشر کرده
- بررسی تاریخی «نقد»نویسی در سینمای ایران، تهران: انتشارات آگاه، ۱۳۶۸.[۷]
- زاویهٔ دید در سینمای ایران، تهران: وزارت فرهنگ و ارشاد اسلامی/دفتر پژوهش‌های فرهنگی، ۱۳۶۹.[۸]
- معرفی و نقد آثار ناصر تقوایی، تهران: انتشارات به‌نگار، ۱۳۶۹.[۹] (چاپ دوم: معرفی و شناخت ناصر تقوایی، ویرایش دوم، نشر قطره، ۱۳۸۲[۱۰])
- سینمای ایران: برداشت ناتمام، تهران: نشر چکامه، ۱۳۷۰.[۱۱]
- تراژدی سینمای کمدی ایران، تهران: فیلمخانهٔ ملی ایران/وزارت فرهنگ و ارشاد اسلامی/دفتر پژوهش‌های فرهنگی، ۱۳۷۰.[۱۲]
- سینمای فرانسه از آوانگارد تا رئالیسم شاعرانه، (گردآوری، همراه با:) فریدون خامنه‌پور، تهران: فیلمخانهٔ ملی ایران/دفتر پژوهش‌های فرهنگی، ۱۳۷۰.[۱۳]
- معرفی و نقد فیلم‌های امیر نادری، تهران: انتشارات سهیل، ۱۳۷۰.[۱۴]
- ساموئل خاچیکیان: یک گفتگو، تهران: انتشارات نگاه، ۱۳۷۱.[۱۵]
- فیلم‌شناخت ایران – جلد ۱: ۱۳۵۸-۱۳۶۵، تهران: دفتر پژوهش‌های فرهنگی/فیلمخانهٔ ملی ایران، ۱۳۷۱.[۱۶]
- فیلم‌شناخت ایران – جلد ۲: ۱۳۶۶-۱۳۶۹، تهران: دفتر پژوهش‌های فرهنگی/فیلمخانهٔ ملی ایران، ۱۳۷۲.[۱۷]
- معرفی و نقد فیلم‌های محسن مخملباف، تهران: انتشارات اسپرک، ۱۳۷۲.[۱۸] (چاپ دوم: انتشارات آگاه، ۱۳۷۶[۱۹]؛ چاپ سوم: معرفی و شناخت محسن مخملباف، ویرایش سوم، نشر قطره، ۱۳۷۹[۲۰])
- فیلم‌شناخت ایران: ۱۳۰۹-۱۳۴۰، تهران: دفتر پژوهش‌های فرهنگی، ۱۳۷۳.[۲۱]
- فیلم‌شناخت ایران: ۱۳۴۱-۱۳۴۶، تهران: دفتر پژوهش‌های فرهنگی، ۱۳۷۴.[۲۲]
- فیلم‌شناخت ایران: ۱۳۷۰-۱۳۷۲، تهران: دفتر پژوهش‌های فرهنگی، ۱۳۷۴.[۲۳]
- معرفی و نقد فیلم‌های علی حاتمی، تهران: دفتر پژوهش‌های فرهنگی، ۱۳۷۵.[۲۴]
- خاطرات و خطرات فیلم‌برداران سینمای ایران، تهران: دفتر پژوهش‌های فرهنگی، ۱۳۷۶. (این کتاب گزیده‌ای از مقاله‌های نویسنده در مطبوعات سینمایی و غیرسینمایی از سال‌های ۱۳۶۴ تا ۱۳۶۹ است.)[۲۵]
- فیلم‌شناخت ایران: ۱۳۴۷-۱۳۵۱، تهران: دفتر پژوهش‌های فرهنگی، ۱۳۷۸.[۲۶]

آثاری که با نام عباس بهارلو (غلام حیدری) منتشر کرده (از سال ۱۳۷۹ به بعد)
- تاریخ تحلیلی صد سال سینمای ایران، (با همکاری:) محمد تهامی‌نژاد [و دیگران]، تهران: دفتر پژوهش‌های فرهنگی، ۱۳۷۹.[۲۷]
- عباس کیارستمی، تهران: مؤسسهٔ فرهنگی-هنری نوروز هنر، ۱۳۷۹.[۲۸]
- علی حاتمی، تهران: نشر قصه، ۱۳۷۹.[۲۹]
- سینمای فردین به روایت محمدعلی فردین، تهران: نشر قطره، ۱۳۷۹. (چاپ دوم: ۱۳۷۹)[۳۰]
- فیلم‌شناخت ایران: ۱۳۵۲-۱۳۵۷، تهران: دفتر پژوهش‌های فرهنگی، ۱۳۸۰.[۳۱]
- صد چهرهٔ سینمای ایران، تهران: نشر قطره، ۱۳۸۱. (چاپ دوم: ۱۳۸۲)[۳۲]
- دانش‌نامهٔ سینمای ایران، (با همکاری:) شهناز مرادی‌کوچی، تهران: نشر قطره، ۱۳۸۳.[۳۳]
- فیلم‌شناخت ایران – جلد اول: ۱۳۰۹-۱۳۵۷، تهران: نشر قطره، ۱۳۸۴. (چاپ دوم: ۱۳۸۹)[۳۴]
- خرمشهر، تهران: دفتر پژوهش‌های فرهنگی، ۱۳۸۸.[۳۵]
- فیلم‌شناخت ایران – جلد دوم: ۱۳۵۸-۱۳۷۲، تهران: نشر قطره، ۱۳۸۹.[۳۶]
- روزشمار سینمای ایران از آغاز تا انقراض قاجاریه، تهران: فرهنگستان هنر، دفتر تألیف، ترجمه و نشر آثار هنری (متن)، ۱۳۸۹.[۳۷]
- فیلم‌شناخت ایران: ۱۳۷۳-۱۳۸۲، تهران: نشر قطره، ۱۳۹۰.[۳۸]

## پی‌نوشت
1. ↑  بهارلو و  شاه‌نظریان، «سینمای ایران عرصه‌های کارنشده بسیار دارد»، روزنامهٔ سرمایه، ۱۴.
2. ↑  بهارلو و  شاه‌نظریان، «سینمای ایران عرصه‌های کارنشده بسیار دارد»، روزنامهٔ سرمایه، ۱۴.
3. ↑  بهارلو، «مصائب و رشادت‌های جوانان خرمشهر در هیچ...»، ایسنا.
4. ↑  بهارلو و  شاه‌نظریان، «سینمای ایران عرصه‌های کارنشده بسیار دارد»، روزنامهٔ سرمایه، ۱۴.
5. ↑  بهارلو، «فیلم‌شناسی سینمای ایران از ۱۳۷۳ تا ۱۳۸۹...»، ایبنا.
6. ↑  بهارلو، «فیلم‌شناسی سینمای ایران از ۱۳۷۳ تا ۱۳۸۹...»، ایبنا.
7. ↑  حیدری، بررسی تاریخی «نقد»نویسی....
8. ↑  حیدری، زاویهٔ دید در سینمای ایران.
9. ↑  حیدری، معرفی و نقد آثار ناصر تقوایی.
10. ↑  حیدری، معرفی و شناخت ناصر تقوایی.
11. ↑  حیدری، سینمای ایران: برداشت ناتمام.
12. ↑  حیدری، تراژدی سینمای کمدی ایران.
13. ↑  حیدری و  خامنه‌پور، سینمای فرانسه....
14. ↑  حیدری، معرفی و نقد فیلم‌های امیر نادری.
15. ↑  حیدری و  خاچیکیان، ساموئل خاچیکیان.
16. ↑  حیدری، فیلم‌شناخت ایران: ۱۳۵۸-۱۳۶۵، ۱.
17. ↑  حیدری، فیلم‌شناخت ایران: ۱۳۶۶-۱۳۶۹، ۲.
18. ↑  حیدری، معرفی و نقد فیلم‌های محسن مخملباف.
19. ↑  حیدری، معرفی و نقد فیلم‌های محسن مخملباف.
20. ↑  حیدری، معرفی و شناخت محسن مخملباف.
21. ↑  حیدری، فیلم‌شناخت ایران: ۱۳۰۹-۱۳۴۰.
22. ↑  حیدری، فیلم‌شناخت ایران: ۱۳۴۱-۱۳۴۶.
23. ↑  حیدری، فیلم‌شناخت ایران: ۱۳۷۰-۱۳۷۲.
24. ↑  حیدری، معرفی و نقد فیلم‌های علی حاتمی.
25. ↑  حیدری، خاطرات و خطرات فیلم‌برداران سینمای ایران.
26. ↑  حیدری، فیلم‌شناخت ایران: ۱۳۴۷-۱۳۵۱.
27. ↑  حیدری و  تهامی‌نژاد، تاریخ تحلیلی صد سال....
28. ↑  حیدری، عباس کیارستمی.
29. ↑  حیدری، علی حاتمی.
30. ↑  حیدری، سینمای فردین به روایت....
31. ↑  حیدری، فیلم‌شناخت ایران: ۱۳۵۲-۱۳۵۷.
32. ↑  حیدری، صد چهرهٔ سینمای ایران.
33. ↑  حیدری و  مرادی‌کوچی، دانش‌نامهٔ سینمای ایران.
34. ↑  حیدری، فیلم‌شناخت ایران: ۱۳۰۹-۱۳۵۷.
35. ↑  حیدری، خرمشهر.
36. ↑  حیدری، فیلم‌شناخت ایران: ۱۳۵۸-۱۳۷۲.
37. ↑  حیدری، روزشمار سینمای ایران از....
38. ↑  حیدری، فیلم‌شناخت ایران: ۱۳۷۳-۱۳۸۲.